# 会計修士（専門職）
会計修士（専門職）（かいけいしゅうし せんもんしょく、MBA in Professional Accountant）は、学位の一つ。会計分野の専門職大学院である会計大学院において修了した場合に取得できる専門職学位。